# IC 5025
IC 5025 — галактика типу Sbc (компактна витягнута спіральна галактика) у сузір'ї Октант.
Цей об'єкт міститься в оригінальній редакції індексного каталогу.